# 10703 Saint-Jacques
10703 Saint-Jacques è un asteroide della fascia principale. Scoperto nel 1981, presenta un'orbita caratterizzata da un semiasse maggiore pari a 2,3958688 au e da un'eccentricità di 0,1790457, inclinata di 10,30224° rispetto all'eclittica.